# Glee: The Music Presents Glease
Glee: The Music Presents Glease is een extended play van de cast van de Amerikaanse televisieserie Glee. Het bevat 9 covers van musical Grease uit 1971, en de op de musical gebaseerde film. Het is uitgebracht op 6 november 2012. 

## Tracklijst
| Nr. | Titel                               | Duur |
| --- | ----------------------------------- | ---- |
| 1.  | Hopelessly Devoted to You           | 3:01 |
| 2.  | Born to Hand Jive                   | 2:43 |
| 3.  | Greased Lightning                   | 3:13 |
| 4.  | Look at Me I'm Sandra Dee           | 1:38 |
| 5.  | Beauty School Drop Out              | 3:59 |
| 6.  | Look at Me I'm Sandra Dee (Reprise) | 1:27 |
| 7.  | There Are Worse Things I Could Do   | 2:21 |
| 8.  | You're the One That I Want          | 2:47 |
| 9.  | Summer Nights                       | 3:36 |